# Памукчії (Старозагорська область)
Памукчі́ї (болг. Памукчии) — село в Старозагорській області Болгарії. Входить до складу общини Стара Загора.

## Населення
За даними перепису населення 2011 року у селі проживали 297 осіб.
Національний склад населення села:
| Національність   | Кількість осіб | Відсоток |
| ---------------- | -------------- | -------- |
| болгари          | 178            | 61,2%    |
| цигани           | 110            | 37,8%    |
| турки            | 0              | 0%       |
| інша             | 0              | 0%       |
| не визначились   | 3              | 1,0%     |
| Всього відповіли | 291            |          |

Розподіл населення за віком у 2011 році:
Динаміка населення: